# Арканзас (річка)
Арканза́с (англ. Arkansas River; Аркансо — вірна американська вимова) — річка в США, одна з найбільших правих приток річки Міссісіпі. Довжина — 2364 кілометри (шоста в США, друга за довжиною притока Міссісіпі після Міссурі). Бере початок у Скелястих горах в окрузі Лейк біля Ледвіля, штат Колорадо. Впадає в Міссісіпі в Наполеоні, штат Арканзас. Площа басейну 505 тисяч км², середня витрата води 240 м³/с, третя притока Міссісіпі після Міссурі та Огайо.
Арканзас тече Великими рівнинами на схід і південний схід, перетинаючи штати Колорадо, Канзас, Оклахома та Арканзас. Перші приблизно 200 км у Скелястих горах річка має явно виражений гірський характер. У декількох місцях річки навесні та влітку можливий рафтинг. Ця ділянка закінчується Королівською ущелиною, каньйоном завдовжки 15 кілометрів, шириною в найвужчому місці 15 метрів і завглибшки близько 400 метрів. За ущелиною річка Арканзас виходить на рівнину і стає значно ширшою, а трохи західніше за містом Пуебло (штат Колорадо) виходить на Великі рівнини. Нижче вона є типовою рівнинною річкою, з низькими берегами, які навесні затопляють повені. Два найбільші припливи — Сімаррон і Солона притока. Нижче Талси, штат Оклахома, річка прохідна для великих суден.
Над Арканзасом положені міста Вічита, Талса та Літл-Рок.

## Каскад ГЕС
На річці розташовані ГЕС Kaw, ГЕС Кейстоун, ГЕС Webbers Falls, ГЕС Rober S Kerr, ГЕС Clyde T. Ellis, ГЕС Озарк, ГЕС Dardanelle, ГЕС Carl S. Whillock.